# Merche Goñi
Merche Goñi Navaz (Pamplona, 1945 - 17 de enero de 2019) fue una artista navarra. Trabajó en diferentes disciplinas artísticas como pintura, escultura, grabado, dibujo.

## Trayectoria
Cursó estudios en la Escuela de Artes y Oficios de Pamplona en las especialidades: Dibujo, Pintura, Cerámica, Fotograbado y Grabado al aguafuerte en Madrid. El Museo de Navarra, Caja Navarra y en el Ayuntamiento de Pamplona cuentan obras de Goñi. Desde 1971 impartión clases de Dibujo y Pintura en distintas instituciones. Su obra pictórica se encuadra en el estilo surrealista

## Obra

### Exposiciones individuales
- 1984.- Sala Caja de Ahorros de Navarra en Burlada.
- 1991.- Sala Caja de Ahorros Municipal de Pamplona.
- 1993.- Café Galería “La Cava” en Pamplona.
- 1997.- Polvorín de la Ciudadela en Pamplona.
- 2004.- Sala Juan Bravo, Madrid.
- 2004.- Ciudadela, Pamplona.
- 2005.- Ayuntamiento de Tarazona (Zaragoza).
- 2010.- Sala de Cultura de Zizur Mayor, Navarra.
- 2011.- Exposición "La libertad de la línea", Pabellón de Mixtos de la Ciudadela de Pamplona, del 12 de agosto al 18 de septiembre de 2011.

### Exposiciones colectivas
- 1971. Museo de Navarra, 4 nuevas pintoras
- 1972.Tres pintoras”,  Sala de Cultura de la Caja de Ahorros de Navarra en Tafalla. 
  - “Arte Navarro Actual”,  Inauguración de la Casa de Cultura de la Caja de Ahorros de Navarra, en Palacio Valle Santoro de Sangüesa.
  - “5 pintoras”, Sala de Cultura de la Caja de Ahorros de Navarra en Castillo de Maya en Pamplona.
- 1973. Subasta de cuadros Santa Lucía, Sala de cultura de la Caja de Ahorros de Navarra en Castillo de Maya en Pamplona.
- 1980. Muestra de Artistas Navarras, Sala “Doncel” en la Casa de la Juventud.
- 1981. Tres pintoras. Sala de Cultura de la Caja de Ahorros de Navarra en Pamplona. Sala de Cultura de la Caja de Ahorros de Navarra en Sangüesa.
- 1984. Artea. Asociación de Artistas Navarros. Pabellón de Mixtos en la Ciudadela de Pamplona.
- 1987. 25 años de Cultura Popular. Sala de Armas de la Ciudadela en Pamplona. Exposición benéfica” Fundación Engelmajer en el Hotel Maissonave en Pamplona.
- 1992. Algunos “Bodegones de la Pintura Joven Navarra. Sala de exposiciones de la Mancomunidad de Colegios Profesionales en Pamplona.
- 1996/97.
  - Dibujos. Agrupación GARDENA- Artistas de Navarra. Castel Ruiz en Tudela. Ayuntamiento de Sangüesa. Sala de Cultura de Burlada. Patronato de Cultura en Tafalla. Colectivo ALMUDI en Estella. Planetario de Pamplona.
  - Exposición ECO NAVARRA. Polvorín de la Ciudadela e Itinerante por diferentes salas de Navarra.
  - Exposición de Pintores de Burlada” Sala de Cultura del Ayuntamiento de Burlada.
- 2002. La visión de 44 pintores y escultores navarros de hoy. Pabellón de Mixtos de la Ciudadela de Pamplona.